# Juncus spumosus
Juncus spumosus là một loài thực vật có hoa trong họ Juncaceae. Loài này được Noltie mô tả khoa học đầu tiên năm 1994.